# Liste des sites Natura 2000 de l'Ardèche
Cet article recense les sites Natura 2000 de l'Ardèche, en France.

## Statistiques
L'Ardèche compte 22 sites classés Natura 2000. 19 bénéficient d'un classement comme site d'importance communautaire, 3 comme zones de protection spéciale.

## Liste
| Site                                                     | Type | Zones naturelles d'intérêt écologique, faunistique et floristique                                                                                            | Localisation                                                                                            | Superficie (ha) | Fiche     | Coordonnées                      | Photo                                         |
| -------------------------------------------------------- | ---- | --- | --- | --------------- | --------- | -------------------------------- | --------------------------------------------- |
| Affluents rive droite du Rhône                           | SIC  | | | +1 187,         | FR8201663 | 45° 11′ 27″ nord, 4° 46′ 58″ est |                                               |
| Allier et ses affluents                                  | SIC  | | | +0880,          | FR8201665 | 44° 42′ 08″ nord, 3° 57′ 57″ est |                                               |
| Basse-Ardèche urgonienne                                 | SIC  | Réserve naturelle nationale des Gorges de l'Ardèche Plateau de Larnas Gorges du Rimouren Massif de la dent de Rez Vallée de l’Ibie Basse-vallée de l'Ardèche | Gorges de l'Ardèche Larnas, Gras, Lagorce Vallon-Pont-d'Arc Saint-Martin-d'Ardèche Saint-Just-d'Ardèche | +6 865,         | FR8201654 | 44° 20′ 18″ nord, 4° 29′ 13″ est | Cirque de Gaud                                |
| Bois de Païolive et basse-vallée du Chassezac            | SIC  | Plateau des Gras Bois de Païolive Gorges du Chassezac | Les Assions, Les Vans, Banne et Berrias-et-Casteljau                                                    | +6 229,         | FR8201656 | 44° 25′ 12″ nord, 4° 13′ 26″ est | Sentier de randonnée dans le Bois de Païolive |
| Cévennes ardéchoises                                     | SIC  | | | +1 749,         | FR8201670 | 44° 30′ 45″ nord, 4° 11′ 58″ est |                                               |
| Landes et forêts du Bois des Bartres                     | SIC  | | | +4 418,         | FR8201661 | 44° 22′ 03″ nord, 4° 05′ 22″ est |                                               |
| Loire et ses affluents                                   | SIC  | | | +1 315,         | FR8201666 | 44° 48′ 33″ nord, 4° 02′ 10″ est |                                               |
| Marais de Malibaud                                       | SIC  | Marais de Malibaud | Bessas                                                                                                  | +0041,          | FR8201668 | 44° 17′ 18″ nord, 4° 16′ 43″ est |                                               |
| Massif du Coiron - Partie Saint-Martin-sur-Lavezon       | SIC  | | Saint-Martin-sur-Lavezon Sceautres                                                                      | +0332,          | FR8201673 | 44° 37′ 31″ nord, 4° 38′ 13″ est |                                               |
| Massifs de Crussol, Soyons, Cornas-Chateaubourg          | SIC  | | | +0457,          | FR8201662 | 44° 55′ 32″ nord, 4° 50′ 51″ est |                                               |
| Milieux alluviaux et aquatiques de l'Île de la Platrière | SIC  | | | +0963,          | FR8201749 | 45° 21′ 12″ nord, 4° 46′ 02″ est |                                               |
| Milieux alluviaux du Rhône aval                          | SIC  | | | +2 111,         | FR8201677 | 44° 21′ 42″ nord, 4° 39′ 00″ est |                                               |
| Plateau de Montselgues                                   | SIC  | Tourbières du Plateau de Montselgues Landes et prairies humides du Plateau de Montselgues Escarpement rocheux, bois et landes de Féreyrolles                 | Malarce-sur-la-Thines Montselgues                                                                       | +4 003,         | FR8201660 | 44° 30′ 35″ nord, 4° 01′ 16″ est | Plateau de Montselgues depuis Thines          |
| Rivières de Rompon-Ouvèze-Payre                          | SIC  | | | +0639,          | FR8201669 | 44° 46′ 32″ nord, 4° 44′ 37″ est |                                               |
| Secteur des Sucs                                         | SIC  | | | +0905,          | FR8201664 | 44° 50′ 23″ nord, 4° 09′ 25″ est |                                               |
| Suc de Clava                                             | SIC  | | | +0013,          | FR8201671 | 45° 18′ 38″ nord, 4° 38′ 45″ est |                                               |
| Tourbières du plateau de Saint-Agrève                    | SIC  | | | +0181,          | FR8201667 | 45° 03′ 14″ nord, 4° 23′ 15″ est |                                               |
| Vallée de l'Eyrieux et de ses affluents                  | SIC  | | | +1 073,         | FR8201658 | 44° 50′ 44″ nord, 4° 34′ 12″ est |                                               |
| Vallée moyenne de l'Ardèche et ses affluents             | SIC  | Ripisylve et lit majeur de l'Ardèche Gorges de la Beaume Gorges de la Ligne Gras de Chauzon Vallées de l'Ardèche et de la Ligne aux environs de Ruoms        | Section de l'Ardèche et ses affluents entre Aubenas et Vallon-Pont-d'Arc                                | +1 751,         | FR8201657 | 44° 27′ 22″ nord, 4° 16′ 40″ est | L'Ardèche au nord de Vogüé                    |
| Basse-Ardèche                                            | ZPS  | | | +6 059,         | FR8210114 | 44° 26′ 07″ nord, 4° 28′ 29″ est |                                               |
| Île de la Platrière                                      | ZPS  | | | +0963,          | FR8212012 | 45° 21′ 12″ nord, 4° 46′ 03″ est |                                               |
| Printegarde                                              | ZPS  | | | +0617,          | FR8212010 | 44° 44′ 35″ nord, 4° 45′ 43″ est |                                               |